# Jan Horáček
Jan Horáček, född 22 maj 1979 i Benešov, Tjeckoslovakien, är en tjeckisk före detta professionell ishockeyspelare (back).
I Sverige har han spelat för Asplöven HC i Division 1.